# Sceloporus merriami
Sceloporus merriami este o specie de șopârle din genul Sceloporus, familia Phrynosomatidae, descrisă de Stejneger 1904. A fost clasificată de IUCN ca specie cu risc scăzut.

## Subspecii
Această specie cuprinde următoarele subspecii:
- S. m. annulatus
- S. m. australis
- S. m. ballingeri
- S. m. longipunctatus
- S. m. merriami
- S. m. sanojae
- S. m. williamsi